# Pine Island Bay
Pine Island Bay är en vik i Antarktis. Den ligger i Västantarktis. Inget land gör anspråk på området.